# Ріксіг
Ріксіг (давн-англ. Ricsige; ? — 876) — король Берніції у 872/873—876 роках.

## Життєпис
Походив зі знатного роду. У 872 році повстав проти Еґберта I, короля Берніції, який визнав зверхність данів. Ріксіг захопив владу в північній Нортумбрії, що відповідала історичній Берніції. Але і південна частина Нортумбрії (історична Дейра) не була повністю підвладна вікінгам-данам: хроніки повідомляють про постійні набіги вікінгів на Нортумбрію, оскільки вони постійно тут ще не мешкали.
У 875 році військо вікінгів Хальвдана Рагнарссона сплюндрувало всю Нортумбрію і зруйнувало всі монастирі. У 876 році Ріксіг уклав з Хальвданом договір про розділ Нортумбрії. За вікінгами була закріплена територія між річками Тайн і Хамбер, а за англами — землі на північ від Тайн. Втім незабаром Ріксіг помер від розриву серця. Після нього обрано Еґберта II.